# Quercus arizonica
Quercus arizonica o Alzina blanca d'Arizona és un tipus de roure que pertany a la família de les fagàcies (Fagaceae). Està dins de la secció dels roures blancs del gènere Quercus. El seu nom comú en anglès és Coastal sage scrub oak.

## Descripció

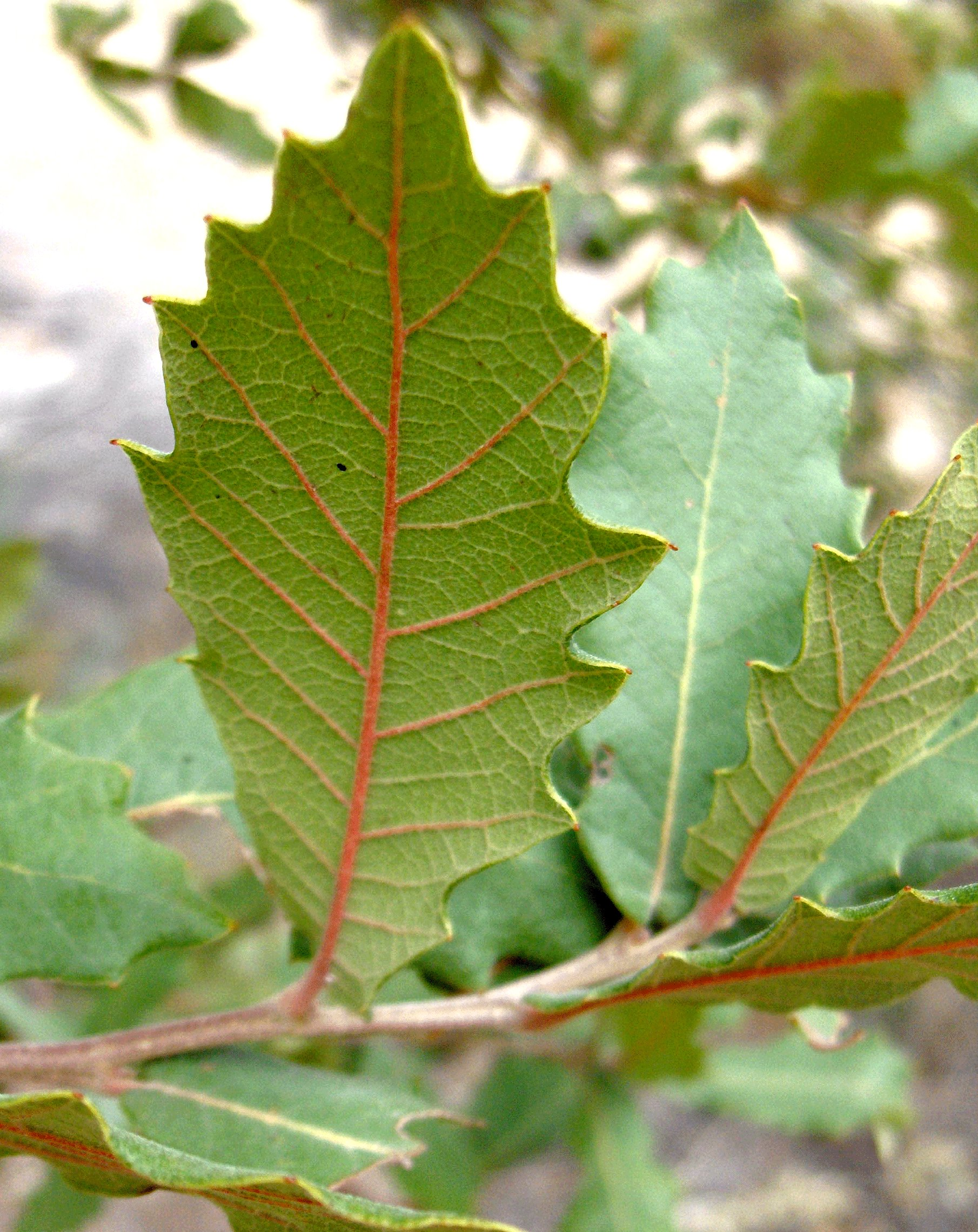
Part inferior de les fulles

És un arbre perennifoli i pot arribar a fer fins als 18 metres amb un diàmetre d'un metre. Aquest tipus d'alzina generalment es presenta com un arbust nadiu o un arbre de grandària mitjana, i pot viure molts anys. L'escorça és de color gris clar. L'escorça és de color gris clar i quan és jove inicialment prima i lenticulada, però després es fa bastant gruixuda amb fissures superficials i vores escamoses. Les branques són de grandària mitjana i de color marró clar o marró vermellós, difús. Les branques també tenen grups de punta i gemmes terminals greixoses.
Les fulles són alternes, de fulla perenne, simples i rectangulars i tenen un color verd groguenc, verd o blavós. Les fulles fan, en general entre 3,81 cm a 8,89 cm de llarg i generalment són amb marge sencer o dentat. La textura de les fulles són coriàcies i rígides. Les venes són les venes paral·leles que s'enfonsen per sobre i es va criar sota. Les fulles també tenen base en forma de ronda. Les fulles poden començar a caure a finals de l'hivern o quan les fulles noves comencen a emergir durant la primavera. Les flors són monoiques. Les flors femenines tenen un petit bec en les axil·les de les fulles i les flors masculines es troben en aments penjants de llarg que són de color verd groguenc. Les glans són allargades, entre 1,27 cm a 2,54 cm i tenen una cúpula que n'ocupa 0,85 cm de la gla. Les glans maduren generalment al voltant de la caiguda. La quantitat de glans produïdes varia segons els anys. La germinació de les glans està altament correlacionada amb la quantitat d'humitat durant l'estació plujosa.

## Distribució
L'alzina blanca d'Arizona es distribueix des del centre d'Arizona, el Marge Mogollón i White Mountains, per a tot el sud-oest de Nou Mèxic, i la regió del nord-est de Sonora associats, l'àrea de l'Arxipèlag Madrense. Els arbres també es poden trobar al sud-oest de Texas, veïns Coahuila i Chihuahua. També les regions del nord de la Sierra Madre Occidental serralada del nord-oest de Sonora i Chihuahua, i de forma discontínua al sud de Durango.

## Cultiu
L'alzina blanca d'Arizona es pot trobar en una gran varietat d'hàbitats, com ara sabanes, prats i garrigues. Normalment es troben en zones de muntanya per sobre dels 1675 metres d'altitud. L'ús de l'aigua és baixa i requereix sol o ombra parcial. La humitat del sòl ha de ser sec i amb sòls rocosos o sorrencs. Els sòls poden ser argilosos, llimosos o rocallosos. L'alzina blanca d'Arizona és resistent alhora, a la calor i al fred.

## Resposta als incendis
Quan l'alzina blanca d'Arizona és de mida petita, en general, pot morir en un incendi. Les glans també es perden generalment en cas d'incendi. El fullatge és extraordinàriament inflamable però, els arbres més grans solen sobreviure en els incendis de poca importància; i si un tronc sobreviu a un foc, poc després tornaran a sortir nous brots amb força.

## Amenaces
La fusta en descomposició afecta negativament a l'alzina blanca d'Arizona, pel fong Inonotus andersoni. El tractament amb herbicida també ha afectat el creixement de l'Alzina blanca d'Arizona, així que estan portant a terme sistemes de silvicultura herboses.

## Usos
La fusta es fa servir normalment per a combustible. La fusta de l'alzina blanca d'Arizona és dura, pesada i forta, poques vegades se n'utilitza per a raons comercials, com a producció de mobles. L'alzina blanca d'Arizona és molt important per al bestiar i per la vida silvestre perquè les glans que produeix proporcionen aliments per al bestiar. També proporciona aixopluc per a animals tal com: cérvols, galls, javelinas, ovelles del desert, canors i guatlla. El cérvol cues blanca és també conegut per utilitzar-lo per a la coberta. Per a la cua blanca i Cérvol mul el roure de blanc d'Arizona és molt acceptable. L'alzina blanca d'Arizona també es pot utilitzar com a ornament, perquè és atractiu.

## Taxonomia
Quercus arizonica va ser descrita per Charles Sprague Sargent i publicat a Garden & Forest 8: 89. 1895.
Etimologia
Quercus: nom genèric del llatí que designava igualment al roure i a l'alzina.
arizonica: epítet geogràfic que al·ludeix a la seva localització a Arizona.
Sinonímia
- Quercus arizonica var. wootonii Trel.
- Quercus endemica C.H.Mull.
- Quercus sacame Trel.[8][9]